# Movesa
Movesa is een historisch merk van motorfietsen.
Movesa: Motocicletas Y Vehiculos S.A., Vitoria. 
Spaans merk dat in 1952 begon met de productie van motorfietsen. Movesa was verbonden met Peugeot en de 173 cc tweetaktmotor kwam dan ook van dat merk. Tussen 1961 en 1965 werd de productie beëindigd.